# Bruno Romo
Bruno Sebastián Romo Rojas (Santiago del Cile, 20 maggio 1989) è un calciatore cileno, difensore del Palestino in prestito dall'Dep. Antofagasta.

## Caratteristiche tecniche
Gioca come difensore centrale.